# Марта Мвунгі
Ма́рта Мву́нгі (англ. Martha Mvungi, також née Martha V. Mlangala; *19 січня 1943 — 24 червня 2017) — танзанійська письменниця і фольклористка, що писала як мовою суахілі, так і англійською.

## З життєпису
Марта В. Млангала народилася в місті Кідугала, Ньйомбо на півдні Танзанії. Вона отримала освіту в Единбурзькому університеті та університеті Дар-ес-Салама. Після професійного навчання на різних рівнях вона почала роботу у Департаменті освіти Університету Дар-ес-Салама. 
Як фольклористка відома, перш за все, як авторка-укладачка збірки казок народів хехе та бена в англійському перекладіThree Solid Stones (1975).
Починаючи з 1995 року Марта Мвунгі була директоркою школи Ecacs Schools, яку вона заснувала на околиці Дар-ес-Салама.